# Stagno Lombardo
Stagno Lombardo är en ort och kommun i provinsen Cremona i regionen Lombardiet i Italien. Kommunen hade 1 541 invånare (2018).